# Beyendorf-Sohlen
Beyendorf-Sohlen, Magdeburg-Beyendorf-Sohlen – dzielnica miasta Magdeburg w Niemczech, w kraju związkowym Saksonia-Anhalt.

## Urodzeni w dzielnicy
- Henryk Dederko – polski reżyser filmowy i dokumentalista